# Fajr Shahid Sepasi Shiraz Football Club
Il Fajr Shahid Sepasi Shiraz Football Club (in persiano باشگاه فرهنگى ورزشى فجر شهید سپاسی شیراز‎, Bashgah-e Futbal-e Fajr-e Sepasi-ye Shiraz), noto come Fajr Sepasi Shiraz o Fajr Sepasi e già denominato Moghavemat Shahid Sepasi Shiraz Football Club dal 2007 al 2011, è una società calcistica iraniana di Shiraz. Milita nella Lega Azadegan, la seconda serie del campionato iraniano di calcio. 
Fondato nel 1988, il club ha vinto un campionato iraniano di seconda divisione. Dal 1988 è presieduto da Jafar Jafari.
Disputa le partite casalinghe allo stadio Pars di Shiraz, dotato di 50 000 posti a sedere.

## Storia
La origini del club risalgno all'11 febbraio 1988, giorno della rivoluzione islamica, quando un gruppo di giovani di Shiraz costituì una squadra di nome Behzad. La squadra iniziò a competere nella seconda divisione del campionato locale. Dopo la morte di Majid Sepasi durante la guerra Iran-Iraq, il club fu ridenominato Fajr Shahid Sepasi Shiraz Football Club (la parola shadid significa "martire" in persiano). Nel 1991 il club fu acquistato dal Corpo delle guardie della rivoluzione islamica (Sepah Pasdaran).
Nel 1995 la squadra di venne campione della provincia di Fars e l'anno dopo fu promossa in Lega Azadegan, denominazione che all'epoca era riservata alla massima serie iraniana, dove rimase fino al 2010, ottenendo in due occasioni il terzo e in un'occasione il quarto posto. Nel 2000-2001 vinse la Coppa d'Iran e nel 2002 prese parte alla AFC Champions League.
Nel dicembre 2006 il Corpo delle guardie della rivoluzione islamica cedette la proprietà del club alla forza paramilitare Basij, di conseguenza tutte le squadre denominate Fajr cambiarono nome in Moghavemat. Il Fajr Sepasi è ufficialmente denominato Moghavemat Shahid Sepasi Shiraz, sebbene continui a essere conosciuto con la dizione Fajr Sepasi. Dal 1988 è presieduto da Jafar Jafari.
Dopo la retrocessione in cadetteria del 2010, la risalita in massima serie fu immediata. Seguì un triennio in massima divisione, prima di una nuova retrocessione, nel 2014. Vincendo il campionato cadetto nel 2020-2021, la squadra tornò nella divisione di vertice del calcio iraniano, ma la retrocessione avvenne già l'anno successivo.

## Organico

### Rosa 2021-2022
| N. |                 | Ruolo | Calciatore                  |
| -- | --------------- | ----- | --------------------------- |
| 1  | Iran (bandiera) | P     | Iman Sadeghi                |
| 2  | Iran (bandiera) | D     | Ali Khosravi                |
| 4  | Iran (bandiera) | D     | Omid Mansouri               |
| 6  | Iran (bandiera) | D     | Amir ShabaniU25             |
| 7  | Iran (bandiera) | A     | Saeed Zare                  |
| 8  | Iran (bandiera) | C     | Ali Nabizadeh               |
| 9  | Iran (bandiera) | A     | Milad Ahmadi                |
| 10 | Iran (bandiera) | C     | Ehsan Alvanzadeh            |
| 11 | Iran (bandiera) | A     | Shahram Goudarzi            |
| 12 | Iran (bandiera) | A     | Ehsan Ganji                 |
| 13 | Iran (bandiera) | D     | Mohammad Hossein CheginiU23 |
| 14 | Iran (bandiera) | C     | Hamid Nemati                |
| 16 | Iran (bandiera) | C     | Amir Hossein Karaminejad    |
| 17 | Iran (bandiera) | A     | Farzan DanaU23              |
| 18 | Iran (bandiera) | A     | Sajjad Abdouei              |
| 19 | Iran (bandiera) | A     | Reza Agha BabaeiU25         |
| 20 | Iran (bandiera) | A     | Mohamad Kazemi              |

| N. |                    | Ruolo | Calciatore             |
| -- | ------------------ | ----- | ---------------------- |
| 21 | Iran (bandiera)    | A     | Sepehr ShahinU23       |
| 25 | Iran (bandiera)    | D     | Mohammad Ghanbari      |
| 26 | Iran (bandiera)    | D     | Pouria ZareU23         |
| 27 | Iran (bandiera)    | A     | Reza Khani             |
| 28 | Iran (bandiera)    | D     | Erfan Badi             |
| 31 | Georgia (bandiera) | P     | Luka Kharatishvili     |
| 33 | Iran (bandiera)    | D     | Ali MolayiU25          |
| 35 | Iran (bandiera)    | A     | Hamed HeydariU23       |
| 36 | Iran (bandiera)    | D     | Mohammadreza Khedri    |
| 38 | Iran (bandiera)    | A     | Aria BarzegarU21       |
| 44 | Iran (bandiera)    | P     | Arash Malek            |
| 70 | Iran (bandiera)    | D     | Javad Mohammad Zade    |
| 66 | Iran (bandiera)    | C     | Mohammad Erfan Masoumi |
| 90 | Iran (bandiera)    | C     | Mohammad Zeynali       |
| 99 | Iran (bandiera)    | A     | Parsa SimkaniU21       |
|    | Iran (bandiera)    | D     | Sirvan Ghorbani        |
| 31 | Iran (bandiera)    | P     | Amir Mohammadnejad     |

## Palmarès

### Competizioni nazionali
- Campionato iraniano di seconda divisione: 2

2020-2021, 2024-2025
- Campionato iraniano di terza divisione: 1

1997
- Coppa d'Iran: 1

2000-2001

### Altri piazzamenti
- Campionato iraniano:

Terzo posto: 1999-2000
- Coppa d'Iran:

Finalista: 2001-2002, 2002-2003